# Melissodes confusa
Melissodes confusa es una especie de abeja del género Melissodes, tribu Eucerini, familia Apidae. Fue descrita científicamente por Cresson en 1879.

## Descripción
Los machos miden aproximadamente 9 milímetros de longitud.

## Distribución
Se distribuye por México, Canadá y Estados Unidos.